# Sośnie (Siedliska)
Sośnie – część wieś Siedliska w Polsce, położona w województwie opolskim, w powiecie oleskim, w gminie Zębowice.
W latach 1975–1998 Sośnie administracyjnie należało do ówczesnego województwa opolskiego.